# Поштење
„Поштење” је југословенски ТВ филм из 1974. године. Режирао га је Владимир Момчиловић а сценарио је написао Гордан Михић.

## Улоге
| Глумац                | Улога |
| --------------------- | ----- |
| Миодраг Андрић        |       |
| Милутин Бутковић      |       |
| Оливера Марковић      |       |
| Данило Бата Стојковић |       |